# ウィリアム・シューマン
ウィリアム・ハワード・シューマン（William Howard Schuman, 1910年8月4日 – 1992年2月15日）は、アメリカ合衆国の作曲家。音楽機関の長を長く務めた。

## 略歴
ニューヨーク市のブロンクス出身。アメリカ大統領のウィリアム・ハワード・タフトにちなんで名づけられた。少年時代からヴァイオリンやバンジョーを弾き始めるが、当初は野球に情熱が注がれた。ハイスクール時代にダンス・バンドを結成し、自らはベース奏者として結婚式などで演奏した。
1928年にニューヨーク大学商学部に入学すると同時に、広告業界で働き始める。この頃は、親しい友人のE.B.マークス・ジュニアらの作詞家とともに、ポピュラー音楽の作曲に手を染めている。
1930年4月4日に実姉オードリーとともにカーネギー・ホールにおいて、アルトゥーロ・トスカニーニ指揮によるニューヨーク・フィルハーモニックの演奏会を聴いて深い感銘を受けるとともに、職業作曲家への転身を決意する。大学を中退し、個人教師について作曲を学び始める。指導者の一人にロイ・ハリスがおり、その引き合わせでセルゲイ・クーセヴィツキーの知遇を得る。クーセヴィツキーは後にウィリアム・シューマンの庇護者となった。
1935年から1945年まで、サラ・ローレンス大学で作曲を指導。1943年に、ウォルト・ホイットマンの詩集『草の葉』に基づくカンタータ『自由の歌』（A Free Song ）によって、ピューリッツァー音楽賞の最初の受賞者に選ばれる。1946年にジュリアード音楽学校校長に就任してジュリアード弦楽四重奏団を創設する。1961年にリンカーン・センターに音楽監督として転出。

## 作品
8つの交響曲を筆頭に作曲家としてかなりの量の作品を残している。これは作曲者自身によって、「第3番から第10番までの8曲しかない。最初の2曲は撤収された」と述べられている。ヴァイオリン協奏曲（1947年/改訂1959年）は、シューマンのすべての管弦楽曲の中で、最も力強い作品の一つと称賛された。その他の作品に、ウィリアム・ビリングスの旋律に基づく「ニューイングランド三部作」（1956年）や、「アメリカ祝典序曲」（1939年）、マーサ・グラハムのためのバレエ音楽「ジュディス」（1949年）などのほか、2曲のオペラがある。チャールズ・アイヴズのオルガン曲「アメリカの主題による変奏曲」を1963年に管弦楽用に編曲したものは、原曲以上に有名になった。吹奏楽曲「ジョージ・ワシントン・ブリッジ」（1950年）も人気が高い。

### 歌劇
- マイティ・ケイシー（1953年） - 「野球オペラ」として知られる

### 交響曲
- 交響曲第3番 （1941年）
- 交響曲第4番（1942年）
- 弦楽のための交響曲 （交響曲第5番）（1943年）
- 交響曲第6番（1948年）
- 交響曲第7番（1960年）
- 交響曲第8番（1962年）
- 交響曲第9番『アルデアティーネの洞窟』（1968年）
- 交響曲第10番『アメリカのミューズ』（1976年）

### 管弦楽曲・吹奏楽曲
- アメリカ祝典序曲（American Festival Overture, 1939年）
- バレエ音楽『ジュディス』（Judith, 1949年）
- ニューイングランド三部作（New England Triptych, 1956年） - 各曲を自身が吹奏楽編曲している
  - 喜びあれ、アメリカ（Be Glad then America ）
  - イエス涙を流したもう時（When Jesus Wept ）
  - チェスター（Chester ）
- ジョージ・ワシントン・ブリッジ（George Washington Bridge, 1950年）

### 協奏曲
- ピアノ協奏曲（1943年）
- ヴァイオリン協奏曲（1947年／1959年改訂）
- オルフェウスの歌（チェロと管弦楽）（A Song of Orpheus, 1962年）

### 室内楽曲
- 弦楽四重奏曲第2番（1937年）
- 弦楽四重奏曲第3番（1939年）
- 弦楽四重奏曲第4番（1950年）
- 弦楽四重奏曲第5番（1987年）
- アマリリス（弦楽三重奏のための変奏曲）（1964年）